# The Giant Mechanical Man
Pour plus de détails, voir Fiche technique et Distribution.
The Giant Mechanical Man est un film américain écrit et réalisé par Lee Kirk, sorti en salles le 27 avril 2012 aux États-Unis.

## Fiche technique
- Titre : The Giant Mechanical Man
- Réalisation et scénario : Lee Kirk
- Musique : Rich Ragsdale
- Directeur de la photographie : Doug Emmett
- Montage : Robert Komatsu
- Décors : Paulette Georges
- Décors de plateau : Lucy Schiefer
- Producteurs : Jenna Fischer, Molly Hassell, Michael Nardelli et Brent Stiefel
  - Coproducteur : Glen Trotiner
  - Producteurs exécutifs : Michael Cowan, Michael O. Gallant, Michael Ilitch, Jr., Glenn Murray et Tim Mardelli
  - Producteurs associés : Jamie Leigh Drake, Lindsay Reiman et Kelly Sry
- Sociétés de production : ITS Capital, Taggart Productions et Two Tall Boots
- Distribution :  Tribeca Film
- Pays :  États-Unis
- Format : Couleur
- Genre : Comédie dramatique et romance
- Durée : 94 minutes
- Date de sortie : 
  -  États-Unis : 27 avril 2012

## Distribution
- Jenna Fischer : Janice
- Chris Messina : Tim
- Topher Grace : Doug
- Malin Åkerman : Jill
- Lucy Punch : Pauline
- Bob Odenkirk : Mark
- Rich Sommer : Brian
- Sean Gunn : George
- Travis Schuldt : Hal Baker

## Réception

### Accueil critique
The Giant Mechanical Man a obtenu un accueil critique assez varié dans les pays anglophones : si le site Rotten Tomatoes lui attribue 71 % d'avis favorables dans la catégorie All Critics, basé sur vingt-et-un commentaires collectés et une note moyenne de 5.6⁄10, et 75 % d'avis favorables dans la catégorie Top Critics, basé sur huit commentaires collectés et une note moyenne de 6.1⁄10, le site Metacritic lui attribue un score de 43⁄100, basé sur huit commentaires collectés.

### Box-office
The Giant Mechanical Man est resté trois semaines à l'affiche aux États-Unis, où il fut distribué dans une seule salle, totalisant 7,396 $ de recettes sur le territoire américain.